# Pūlyeh
Pūlyeh (persiska: پولیه, Pūleh) är en ort i Iran.   Den ligger i provinsen Västazarbaijan, i den nordvästra delen av landet, 600 km väster om huvudstaden Teheran. Pūlyeh ligger 1 605 meter över havet och antalet invånare är 137.
Terrängen runt Pūlyeh är varierad. Runt Pūlyeh är det ganska tätbefolkat, med 108 invånare per kvadratkilometer. Närmaste större samhälle är Oshnavīyeh, 3,6 km söder om Pūlyeh. Trakten runt Pūlyeh består till största delen av jordbruksmark.